# وادي كتفا
وادي كتفا هو واد في الأصدار في بلاد بلقرن في محافظة بلقرن تسيل مياهه من شفا آل مجمل وبني عمرو ومن غربي آل سلمة حتى يلتقي مع وادي عبس ثم مع وادي الجوف ثم مع وادي يبة في تهامة.